# HMS Britomart (J22)
O HMS Britomart (J22) foi um draga-minas britânico da classe Halcyon que serviu durante a Segunda Guerra Mundial e foi afundado por fogo amigo em um incidente em 1944. O ator Robert Newton serviu a bordo deste navio.

## Construção e comissionamento
O Britomart foi encomendado em 11 de agosto de 1937 e foi batido no estaleiro Devonport Dockyard em 1 de janeiro de 1938, e foi lançado no dia 23 de agosto do mesmo ano. Seu comissionamento ocorreu em 24 de agosto de 1939. O navio foi adotado pela comunidade civil de Clowne, Derbyshire em 1942.